# Operació Argus

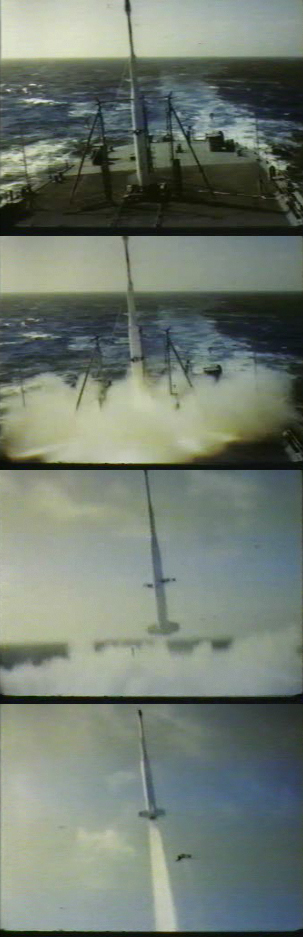
Llançament de míssils X17-A a l'Atlàntic Sud.

L'operació Argus va ser una missió secreta dedicada a realitzar proves nuclears i de míssils, efectuada entre l'agost i el setembre de 1958 a l'Oceà Atlàntic Sud per l'Agència de Defensa Nuclear dels Estats Units d'Amèrica, en col·laboració amb la missió espacial de l'Explorer 4. L'operació Argus es va executar entre les proves de l'Operació Hardtack I i Operació Hardtack II. En aquestes proves va participar la corporació aeronàutica Lockheed Corporation i la Comissió de l'Energia Atòmica dels Estats Units. El temps dedicat a les proves va estar substancialment supeditat a la inestabilitat política del moment, en què s'estudiava prohibir les proves nuclears atmosfèriques i exoatmosfèriques. En conseqüència, les proves es van reduir a mig any, en lloc de durar un o dos anys com és habitual.

## Les proves
Aproximadament a 1.800 quilòmetres de Ciutat del Cap, a Sud-àfrica, l'USS Norton Sound va llançar tres míssils X-17A armats amb caps nuclears d'1,7 quilotones W-25 cap a les capa més alta de l'atmosfera, on va tenir lloc l'explosió nuclear de gran altitud. A causa de l'Anomalia de l'Atlàntic Sud, el cinturó de Van Allen està més proper a la superfície de la Terra en aquesta regió, i això sumat a l'extraordinària altitud de les proves, va evitar exposar al personal a qualsevol radiació ionitzant.
Els programes de mesura es van coordinar mitjançant satèl·lits artificials, coets i aeronaus, i des de la superfície mitjançant estacions de l'equip nord-americà i també d'altres governs i agències.
Les proves les va proposar en Nicholas Christofilos de l'equip del Laboratori de Radiació de Lawrence (ara Lawrence Livermore National Laboratory) amb l'objectiu de demostrar la teoria de Christofilos, que argumentava que una detonació nuclear a gran altitud podria crear un cinturó de radiació a l'extrem superior de les capes més altes de l'atmosfera. Aquests cinturons podrien tenir un efecte similar als cinturons de radiació de Van Allen. Aquestes radiacions van ser estudiades per a un possible ús bèl·lic, ja que són capaces d'anul·lar les comunicacions de ràdio.